# ロンドンデリー侯爵
ロンドンデリー侯爵（英語: Marquess of Londonderry）は、イギリスの侯爵位。アイルランド貴族。
初代ロンドンデリー伯爵ロバート・ステュワートが1816年に叙されたのに始まる。

## 歴史

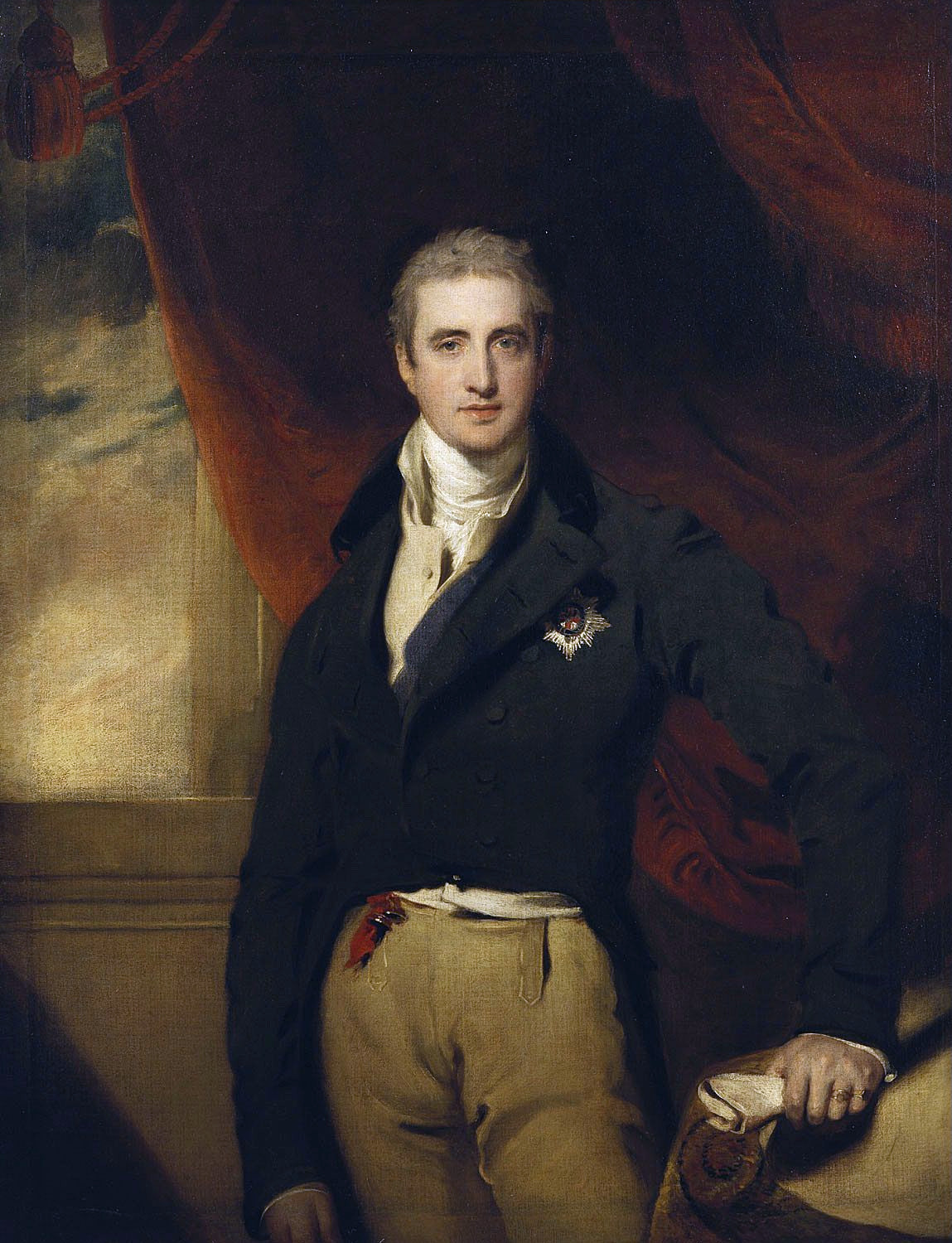
1812年から1822年まで外務大臣を務めた第2代ロンドンデリー侯爵ロバート・ステュワート（襲爵前の儀礼称号カースルレー子爵で知られる）

アイルランド議会の議員を務めたロバート・ステュワート（1739年 – 1821年）は、1789年9月20日にロンドンデリー男爵、1795年10月1日にカースルレー子爵(Viscount Castlereagh)、1796年8月8日にロンドンデリー伯爵(Earl of Londonderry)、1816年3月3日にロンドンデリー侯爵(Marquess of Londonderry)に叙せられた。いずれもアイルランド貴族爵位である。1801年にグレートブリテン王国とアイルランド王国が合同し、グレートブリテン及びアイルランド連合王国が成立したが、アイルランド貴族は自動的にイギリス貴族院の議席を得ることはなく、貴族代表議員に選出された者のみが貴族院に議席を得ることになった。彼は1801年から1821年の死去まで貴族代表議員として貴族院に議席を有した。
その長男ロバート・ステュワート（1769年 – 1822年）は爵位継承前、カースルレー子爵を儀礼称号として使用していた1812年に外務大臣に就任し、1822年の死去までの長期にわたって務め、ナポレオン戦争後のウィーン体制の構築に貢献した。彼は1822年に自殺したが、その前年に第2代ロンドンデリー侯爵位を継承したばかりだった。
2代侯には子供がなく、その異母弟チャールズ・ヴェーン（1778年 – 1854年）が第3代ロンドンデリー侯爵位を継承した。彼はその頃までに軍人としての戦功から連合王国貴族ドニゴール県におけるステュワーツコート＝バリーローンのステュワート男爵(Baron Stewart, of Stewart's Court and Ballylawn in the County of Donegal)に叙せられており、また1818年にヴェーン＝テンペスト家の女子相続人フランセス・ヴェーン＝テンペストと再婚したのを機に勅許を得てヴェーンと改姓していた。彼はさらにロンドンデリー侯爵位襲爵の翌年の1823年3月28日に後妻フランセスとの間の男子への特別継承を規定した連合王国貴族ダラム県におけるシーアムのシーアム子爵(Viscount Seaham, of Seaham in the County of Durham)とヴェーン伯爵(Earl Vane)に叙せられた。
そのため3代侯が死去すると先妻との間の長男フレデリック・ステュワート（1805年 – 1872年）が4代ロンドンデリー侯爵位を継承する一方、後妻との間の長男(全て子供の中の次男)ジョージ・ヴェーン＝テンペスト(1821–1884)（彼は1851年に勅許を得てテンペスト姓を加えたヴェーン＝テンペストに改姓していた）も第2代ヴェーン伯爵位と第2代シーハム子爵位を継承した。
4代侯には子供がなかったので4代侯の死後、2代ヴェーン伯ジョージ・ヴェーン＝テンペストが5代ロンドンデリー侯爵位も継承している。その子である6代侯チャールズ（1852年 – 1915年）は、1885年に勅許をえてスチュワート姓を復活させてヴェーン＝テンペスト＝ステュワートに改姓した。彼は保守党の政治家として保守党政権下で教育委員会委員長（在職：1902年 - 1905年）や枢密院議長（在職：1903年 - 1905年）など閣僚職を歴任した。
その子である第7代ロンドンデリー侯チャールズ・ヴェーン＝テンペスト＝ステュワート（1878年 – 1949年）も、保守党の政治家として保守党政権下で建設長官（在職：1928年 - 1929年、1931年）や航空大臣（在職：1931年 - 1935年）や貴族院院内総務（在職：1935年）などの閣僚職を歴任した。
現在の当主は、その曽孫にあたる第10代ロンドンデリー侯フレデリック・ヴェーン＝テンペスト＝ステュワート（1972年 - ）である。
一族の本邸は北アイルランド・ダウン県のマウント・ステュワートだった。他にイングランド・ダラムのシーハム・ホール、ロンドンのロンドンデリー・ハウスなどの邸宅を所有した。

## 現当主の保有爵位
現在の当主フレデリック・ヴェーン＝テンペスト＝ステュワートは、以下の爵位を保有する。
- 第10代ロンドンデリー侯爵 (10th Marquess of Londonderry)
(1816年1月13日の勅許状によるアイルランド貴族爵位)
- 第10代ロンドンデリー伯爵 (10th Earl of Londonderry)
(1796年8月8日の勅許状によるアイルランド貴族爵位)
- 第7代ヴェーン伯爵 (7th Earl Vane)
(1823年7月8日の勅許状による連合王国貴族爵位)
- 第10代カースルレー子爵 (10th Viscount Castlereagh)
(1795年10月1日の勅許状によるアイルランド貴族爵位)
- ダラム州におけるシーアムの第7代シーアム子爵 (7th Viscount Seaham, of Seaham in the County of Durham)
(1823年7月8日の勅許状による連合王国貴族爵位)
- 第10代ロンドンデリー男爵 (10th Baron Londonderry)
(1789年9月20日の勅許状によるアイルランド貴族爵位)
- ドニゴール県におけるステュワーツコート＝バリーローンの第8代ステュワート男爵 (8th Baron Stewart, of Stewart's Court and Ballylawn in the County of Donegal)
(1814年7月1日の勅許状による連合王国貴族爵位)

## 一覧

### ロンドンデリー男爵 (1789年)
- 初代ロンドンデリー男爵ロバート・ステュワート (1739–1821) (1795年にカースルレー子爵)

### カースルレー子爵 (1795年)
- 初代カースルレー子爵ロバート・ステュワート (1739–1821) (1796年にロンドンデリー伯)

### ロンドンデリー伯 (1796年)
- 初代ロンドンデリー伯爵ロバート・ステュワート (1739–1821) (1816年にロンドンデリー侯)

### ロンドンデリー侯 (1816年)
- 初代ロンドンデリー侯ロバート・ステュワート (1739–1821)
- 2代ロンドンデリー侯ロバート・ステュワート (1769–1822)
- 3代ロンドンデリー侯チャールズ・ヴェーン (1778–1854)
- 4代ロンドンデリー侯フレデリック・ウィリアム・ロバート・ステュワート (1805–1872)
- 5代ロンドンデリー侯ジョージ・ヘンリー・ロバート・チャールズ・ウィリアム・ヴェーン＝テンペスト (1821–1884)
- 6代ロンドンデリー侯チャールズ・スチュワート・ヴェーン＝テンペスト＝ステュワート（英語版） (1852–1915)
- 7代ロンドンデリー侯チャールズ・スチュワート・ヘンリー・ヴェーン＝テンペスト＝ステュワート（英語版） (1878–1949)
- 8代ロンドンデリー侯エドワード・チャールズ・ステュワート・ロビン・ヴェーン＝テンペスト＝ステュワート（英語版） (1902–1955)
- 9代ロンドンデリー侯アレクサンダー・チャールズ・ロバート・ヴェーン＝テンペスト＝ステュワート（英語版） (1937–2012)
- 10代ロンドンデリー侯フレデリック・オーブレイ・ヴェーン＝テンペスト＝ステュワート (1972-)

## 系譜図
|  |  | サラ・シーモア＝コンウェイ (1747-1770) | サラ・シーモア＝コンウェイ (1747-1770) | サラ・シーモア＝コンウェイ (1747-1770) | サラ・シーモア＝コンウェイ (1747-1770) | サラ・シーモア＝コンウェイ (1747-1770)                                                                                           | サラ・シーモア＝コンウェイ (1747-1770)                                                                                           | | | | |  |  | ロバート・ステュワート 初代ロンドンデリー侯爵 初代ロンドンデリー伯爵 初代カースルレー子爵 初代ロンドンデリー男爵 (1739-1821) | ロバート・ステュワート 初代ロンドンデリー侯爵 初代ロンドンデリー伯爵 初代カースルレー子爵 初代ロンドンデリー男爵 (1739-1821) | ロバート・ステュワート 初代ロンドンデリー侯爵 初代ロンドンデリー伯爵 初代カースルレー子爵 初代ロンドンデリー男爵 (1739-1821) | ロバート・ステュワート 初代ロンドンデリー侯爵 初代ロンドンデリー伯爵 初代カースルレー子爵 初代ロンドンデリー男爵 (1739-1821) | ロバート・ステュワート 初代ロンドンデリー侯爵 初代ロンドンデリー伯爵 初代カースルレー子爵 初代ロンドンデリー男爵 (1739-1821)                               | ロバート・ステュワート 初代ロンドンデリー侯爵 初代ロンドンデリー伯爵 初代カースルレー子爵 初代ロンドンデリー男爵 (1739-1821)                               | | | | | | | フランセス・プラット | フランセス・プラット | フランセス・プラット | フランセス・プラット | フランセス・プラット | フランセス・プラット |                                  |                                  |                                                                               |                                                                               |                                                                               |                                                                               |                                                                               |                                                                               |  |  |  |  |  |  |  |  |  |  |  |  |  |  |
|  |  | サラ・シーモア＝コンウェイ (1747-1770) | サラ・シーモア＝コンウェイ (1747-1770) | サラ・シーモア＝コンウェイ (1747-1770) | サラ・シーモア＝コンウェイ (1747-1770) | サラ・シーモア＝コンウェイ (1747-1770)                                                                                           | サラ・シーモア＝コンウェイ (1747-1770)                                                                                           | | | | |  |  | ロバート・ステュワート 初代ロンドンデリー侯爵 初代ロンドンデリー伯爵 初代カースルレー子爵 初代ロンドンデリー男爵 (1739-1821) | ロバート・ステュワート 初代ロンドンデリー侯爵 初代ロンドンデリー伯爵 初代カースルレー子爵 初代ロンドンデリー男爵 (1739-1821) | ロバート・ステュワート 初代ロンドンデリー侯爵 初代ロンドンデリー伯爵 初代カースルレー子爵 初代ロンドンデリー男爵 (1739-1821) | ロバート・ステュワート 初代ロンドンデリー侯爵 初代ロンドンデリー伯爵 初代カースルレー子爵 初代ロンドンデリー男爵 (1739-1821) | ロバート・ステュワート 初代ロンドンデリー侯爵 初代ロンドンデリー伯爵 初代カースルレー子爵 初代ロンドンデリー男爵 (1739-1821)                               | ロバート・ステュワート 初代ロンドンデリー侯爵 初代ロンドンデリー伯爵 初代カースルレー子爵 初代ロンドンデリー男爵 (1739-1821)                               | | | | | | | フランセス・プラット | フランセス・プラット | フランセス・プラット | フランセス・プラット | フランセス・プラット | フランセス・プラット |                                  |                                  |                                                                               |                                                                               |                                                                               |                                                                               |                                                                               |                                                                               |  |  |  |  |  |  |  |  |  |  |  |  |  |  |
|  |  |                                        |                                        |                                        |                                        | | | | | | |  |  | | | | | | | | | | | | | | | | | | |                                  |                                  |                                                                               |                                                                               |                                                                               |                                                                               |                                                                               |                                                                               |  |  |  |  |  |  |  |  |  |  |  |  |  |  |
|  |  |                                        |                                        |                                        |                                        | ロバート・ステュワート 第2代ロンドンデリー侯爵 第2代ロンドンデリー伯爵 第2代カースルレー子爵 第2代ロンドンデリー男爵 (1769-1822) | ロバート・ステュワート 第2代ロンドンデリー侯爵 第2代ロンドンデリー伯爵 第2代カースルレー子爵 第2代ロンドンデリー男爵 (1769-1822) | ロバート・ステュワート 第2代ロンドンデリー侯爵 第2代ロンドンデリー伯爵 第2代カースルレー子爵 第2代ロンドンデリー男爵 (1769-1822) | ロバート・ステュワート 第2代ロンドンデリー侯爵 第2代ロンドンデリー伯爵 第2代カースルレー子爵 第2代ロンドンデリー男爵 (1769-1822) | ロバート・ステュワート 第2代ロンドンデリー侯爵 第2代ロンドンデリー伯爵 第2代カースルレー子爵 第2代ロンドンデリー男爵 (1769-1822) | ロバート・ステュワート 第2代ロンドンデリー侯爵 第2代ロンドンデリー伯爵 第2代カースルレー子爵 第2代ロンドンデリー男爵 (1769-1822) |  |  | キャサリン・ブライ | キャサリン・ブライ | キャサリン・ブライ | キャサリン・ブライ | キャサリン・ブライ | キャサリン・ブライ | | | チャールズ・ヴェーン (ヴェーンに改姓) 第3代ロンドンデリー侯爵 第3代ロンドンデリー伯爵 初代ヴェーン伯爵 第3代カースルレー子爵 初代シーハム子爵 第3代ロンドンデリー男爵 初代ステュワート男爵 (1778-1854) | チャールズ・ヴェーン (ヴェーンに改姓) 第3代ロンドンデリー侯爵 第3代ロンドンデリー伯爵 初代ヴェーン伯爵 第3代カースルレー子爵 初代シーハム子爵 第3代ロンドンデリー男爵 初代ステュワート男爵 (1778-1854) | チャールズ・ヴェーン (ヴェーンに改姓) 第3代ロンドンデリー侯爵 第3代ロンドンデリー伯爵 初代ヴェーン伯爵 第3代カースルレー子爵 初代シーハム子爵 第3代ロンドンデリー男爵 初代ステュワート男爵 (1778-1854) | チャールズ・ヴェーン (ヴェーンに改姓) 第3代ロンドンデリー侯爵 第3代ロンドンデリー伯爵 初代ヴェーン伯爵 第3代カースルレー子爵 初代シーハム子爵 第3代ロンドンデリー男爵 初代ステュワート男爵 (1778-1854) | チャールズ・ヴェーン (ヴェーンに改姓) 第3代ロンドンデリー侯爵 第3代ロンドンデリー伯爵 初代ヴェーン伯爵 第3代カースルレー子爵 初代シーハム子爵 第3代ロンドンデリー男爵 初代ステュワート男爵 (1778-1854)                                                        | チャールズ・ヴェーン (ヴェーンに改姓) 第3代ロンドンデリー侯爵 第3代ロンドンデリー伯爵 初代ヴェーン伯爵 第3代カースルレー子爵 初代シーハム子爵 第3代ロンドンデリー男爵 初代ステュワート男爵 (1778-1854)                          | | | フランセス・ヴェーン (1800-1865) | フランセス・ヴェーン (1800-1865) | フランセス・ヴェーン (1800-1865) | フランセス・ヴェーン (1800-1865) | フランセス・ヴェーン (1800-1865)                                              | フランセス・ヴェーン (1800-1865)                                              |                                                                               |                                                                               |                                                                               |                                                                               |  |  |  |  |  |  |  |  |  |  |  |  |  |  |
|  |  |                                        |                                        |                                        |                                        | ロバート・ステュワート 第2代ロンドンデリー侯爵 第2代ロンドンデリー伯爵 第2代カースルレー子爵 第2代ロンドンデリー男爵 (1769-1822) | ロバート・ステュワート 第2代ロンドンデリー侯爵 第2代ロンドンデリー伯爵 第2代カースルレー子爵 第2代ロンドンデリー男爵 (1769-1822) | ロバート・ステュワート 第2代ロンドンデリー侯爵 第2代ロンドンデリー伯爵 第2代カースルレー子爵 第2代ロンドンデリー男爵 (1769-1822) | ロバート・ステュワート 第2代ロンドンデリー侯爵 第2代ロンドンデリー伯爵 第2代カースルレー子爵 第2代ロンドンデリー男爵 (1769-1822) | ロバート・ステュワート 第2代ロンドンデリー侯爵 第2代ロンドンデリー伯爵 第2代カースルレー子爵 第2代ロンドンデリー男爵 (1769-1822) | ロバート・ステュワート 第2代ロンドンデリー侯爵 第2代ロンドンデリー伯爵 第2代カースルレー子爵 第2代ロンドンデリー男爵 (1769-1822) |  |  | キャサリン・ブライ | キャサリン・ブライ | キャサリン・ブライ | キャサリン・ブライ | キャサリン・ブライ | キャサリン・ブライ | | | チャールズ・ヴェーン (ヴェーンに改姓) 第3代ロンドンデリー侯爵 第3代ロンドンデリー伯爵 初代ヴェーン伯爵 第3代カースルレー子爵 初代シーハム子爵 第3代ロンドンデリー男爵 初代ステュワート男爵 (1778-1854) | チャールズ・ヴェーン (ヴェーンに改姓) 第3代ロンドンデリー侯爵 第3代ロンドンデリー伯爵 初代ヴェーン伯爵 第3代カースルレー子爵 初代シーハム子爵 第3代ロンドンデリー男爵 初代ステュワート男爵 (1778-1854) | チャールズ・ヴェーン (ヴェーンに改姓) 第3代ロンドンデリー侯爵 第3代ロンドンデリー伯爵 初代ヴェーン伯爵 第3代カースルレー子爵 初代シーハム子爵 第3代ロンドンデリー男爵 初代ステュワート男爵 (1778-1854) | チャールズ・ヴェーン (ヴェーンに改姓) 第3代ロンドンデリー侯爵 第3代ロンドンデリー伯爵 初代ヴェーン伯爵 第3代カースルレー子爵 初代シーハム子爵 第3代ロンドンデリー男爵 初代ステュワート男爵 (1778-1854) | チャールズ・ヴェーン (ヴェーンに改姓) 第3代ロンドンデリー侯爵 第3代ロンドンデリー伯爵 初代ヴェーン伯爵 第3代カースルレー子爵 初代シーハム子爵 第3代ロンドンデリー男爵 初代ステュワート男爵 (1778-1854)                                                        | チャールズ・ヴェーン (ヴェーンに改姓) 第3代ロンドンデリー侯爵 第3代ロンドンデリー伯爵 初代ヴェーン伯爵 第3代カースルレー子爵 初代シーハム子爵 第3代ロンドンデリー男爵 初代ステュワート男爵 (1778-1854)                          | | | フランセス・ヴェーン (1800-1865) | フランセス・ヴェーン (1800-1865) | フランセス・ヴェーン (1800-1865) | フランセス・ヴェーン (1800-1865) | フランセス・ヴェーン (1800-1865)                                              | フランセス・ヴェーン (1800-1865)                                              |                                                                               |                                                                               |                                                                               |                                                                               |  |  |  |  |  |  |  |  |  |  |  |  |  |  |
|  |  |                                        |                                        |                                        |                                        | | | | | | |  |  | | | | | | | | | | | | | | | | | | |                                  |                                  |                                                                               |                                                                               |                                                                               |                                                                               |                                                                               |                                                                               |  |  |  |  |  |  |  |  |  |  |  |  |  |  |
|  |  |                                        |                                        |                                        |                                        | | | | | | |  |  | | | | | | | | | | | | | | | | | | |                                  |                                  |                                                                               |                                                                               |                                                                               |                                                                               |                                                                               |                                                                               |  |  |  |  |  |  |  |  |  |  |  |  |  |  |
|  |  |                                        |                                        |                                        |                                        | | | | | | |  |  | | | | | フレデリック・ステュワート 第4代ロンドンデリー侯爵 第4代ロンドンデリー伯爵 第4代カースルレー子爵 第4代ロンドンデリー男爵 第2代ステュワート男爵 (1805-1872) | フレデリック・ステュワート 第4代ロンドンデリー侯爵 第4代ロンドンデリー伯爵 第4代カースルレー子爵 第4代ロンドンデリー男爵 第2代ステュワート男爵 (1805-1872) | フレデリック・ステュワート 第4代ロンドンデリー侯爵 第4代ロンドンデリー伯爵 第4代カースルレー子爵 第4代ロンドンデリー男爵 第2代ステュワート男爵 (1805-1872) | フレデリック・ステュワート 第4代ロンドンデリー侯爵 第4代ロンドンデリー伯爵 第4代カースルレー子爵 第4代ロンドンデリー男爵 第2代ステュワート男爵 (1805-1872) | フレデリック・ステュワート 第4代ロンドンデリー侯爵 第4代ロンドンデリー伯爵 第4代カースルレー子爵 第4代ロンドンデリー男爵 第2代ステュワート男爵 (1805-1872)                                             | フレデリック・ステュワート 第4代ロンドンデリー侯爵 第4代ロンドンデリー伯爵 第4代カースルレー子爵 第4代ロンドンデリー男爵 第2代ステュワート男爵 (1805-1872)                                             | | | ジョージ・ヴェーン＝テンペスト (ヴェーン＝テンペストに改姓) 第5代ロンドンデリー侯爵 第5代ロンドンデリー伯爵 第2代ヴェーン伯爵 第5代カースルレー子爵 第2代シーハム子爵 第5代ロンドンデリー男爵 第3代ステュワート男爵 (1821-1884)                               | ジョージ・ヴェーン＝テンペスト (ヴェーン＝テンペストに改姓) 第5代ロンドンデリー侯爵 第5代ロンドンデリー伯爵 第2代ヴェーン伯爵 第5代カースルレー子爵 第2代シーハム子爵 第5代ロンドンデリー男爵 第3代ステュワート男爵 (1821-1884) | ジョージ・ヴェーン＝テンペスト (ヴェーン＝テンペストに改姓) 第5代ロンドンデリー侯爵 第5代ロンドンデリー伯爵 第2代ヴェーン伯爵 第5代カースルレー子爵 第2代シーハム子爵 第5代ロンドンデリー男爵 第3代ステュワート男爵 (1821-1884) | ジョージ・ヴェーン＝テンペスト (ヴェーン＝テンペストに改姓) 第5代ロンドンデリー侯爵 第5代ロンドンデリー伯爵 第2代ヴェーン伯爵 第5代カースルレー子爵 第2代シーハム子爵 第5代ロンドンデリー男爵 第3代ステュワート男爵 (1821-1884) | ジョージ・ヴェーン＝テンペスト (ヴェーン＝テンペストに改姓) 第5代ロンドンデリー侯爵 第5代ロンドンデリー伯爵 第2代ヴェーン伯爵 第5代カースルレー子爵 第2代シーハム子爵 第5代ロンドンデリー男爵 第3代ステュワート男爵 (1821-1884) | ジョージ・ヴェーン＝テンペスト (ヴェーン＝テンペストに改姓) 第5代ロンドンデリー侯爵 第5代ロンドンデリー伯爵 第2代ヴェーン伯爵 第5代カースルレー子爵 第2代シーハム子爵 第5代ロンドンデリー男爵 第3代ステュワート男爵 (1821-1884) |                                  |                                  | フランセス・ヴェーン＝テンペスト (ウィンストン・チャーチルの祖母) (1822-1899) | フランセス・ヴェーン＝テンペスト (ウィンストン・チャーチルの祖母) (1822-1899) | フランセス・ヴェーン＝テンペスト (ウィンストン・チャーチルの祖母) (1822-1899) | フランセス・ヴェーン＝テンペスト (ウィンストン・チャーチルの祖母) (1822-1899) | フランセス・ヴェーン＝テンペスト (ウィンストン・チャーチルの祖母) (1822-1899) | フランセス・ヴェーン＝テンペスト (ウィンストン・チャーチルの祖母) (1822-1899) |  |  |  |  |  |  |  |  |  |  |  |  |  |  |
|  |  |                                        |                                        |                                        |                                        | | | | | | |  |  | | | | | フレデリック・ステュワート 第4代ロンドンデリー侯爵 第4代ロンドンデリー伯爵 第4代カースルレー子爵 第4代ロンドンデリー男爵 第2代ステュワート男爵 (1805-1872) | フレデリック・ステュワート 第4代ロンドンデリー侯爵 第4代ロンドンデリー伯爵 第4代カースルレー子爵 第4代ロンドンデリー男爵 第2代ステュワート男爵 (1805-1872) | フレデリック・ステュワート 第4代ロンドンデリー侯爵 第4代ロンドンデリー伯爵 第4代カースルレー子爵 第4代ロンドンデリー男爵 第2代ステュワート男爵 (1805-1872) | フレデリック・ステュワート 第4代ロンドンデリー侯爵 第4代ロンドンデリー伯爵 第4代カースルレー子爵 第4代ロンドンデリー男爵 第2代ステュワート男爵 (1805-1872) | フレデリック・ステュワート 第4代ロンドンデリー侯爵 第4代ロンドンデリー伯爵 第4代カースルレー子爵 第4代ロンドンデリー男爵 第2代ステュワート男爵 (1805-1872)                                             | フレデリック・ステュワート 第4代ロンドンデリー侯爵 第4代ロンドンデリー伯爵 第4代カースルレー子爵 第4代ロンドンデリー男爵 第2代ステュワート男爵 (1805-1872)                                             | | | ジョージ・ヴェーン＝テンペスト (ヴェーン＝テンペストに改姓) 第5代ロンドンデリー侯爵 第5代ロンドンデリー伯爵 第2代ヴェーン伯爵 第5代カースルレー子爵 第2代シーハム子爵 第5代ロンドンデリー男爵 第3代ステュワート男爵 (1821-1884)                               | ジョージ・ヴェーン＝テンペスト (ヴェーン＝テンペストに改姓) 第5代ロンドンデリー侯爵 第5代ロンドンデリー伯爵 第2代ヴェーン伯爵 第5代カースルレー子爵 第2代シーハム子爵 第5代ロンドンデリー男爵 第3代ステュワート男爵 (1821-1884) | ジョージ・ヴェーン＝テンペスト (ヴェーン＝テンペストに改姓) 第5代ロンドンデリー侯爵 第5代ロンドンデリー伯爵 第2代ヴェーン伯爵 第5代カースルレー子爵 第2代シーハム子爵 第5代ロンドンデリー男爵 第3代ステュワート男爵 (1821-1884) | ジョージ・ヴェーン＝テンペスト (ヴェーン＝テンペストに改姓) 第5代ロンドンデリー侯爵 第5代ロンドンデリー伯爵 第2代ヴェーン伯爵 第5代カースルレー子爵 第2代シーハム子爵 第5代ロンドンデリー男爵 第3代ステュワート男爵 (1821-1884) | ジョージ・ヴェーン＝テンペスト (ヴェーン＝テンペストに改姓) 第5代ロンドンデリー侯爵 第5代ロンドンデリー伯爵 第2代ヴェーン伯爵 第5代カースルレー子爵 第2代シーハム子爵 第5代ロンドンデリー男爵 第3代ステュワート男爵 (1821-1884) | ジョージ・ヴェーン＝テンペスト (ヴェーン＝テンペストに改姓) 第5代ロンドンデリー侯爵 第5代ロンドンデリー伯爵 第2代ヴェーン伯爵 第5代カースルレー子爵 第2代シーハム子爵 第5代ロンドンデリー男爵 第3代ステュワート男爵 (1821-1884) |                                  |                                  | フランセス・ヴェーン＝テンペスト (ウィンストン・チャーチルの祖母) (1822-1899) | フランセス・ヴェーン＝テンペスト (ウィンストン・チャーチルの祖母) (1822-1899) | フランセス・ヴェーン＝テンペスト (ウィンストン・チャーチルの祖母) (1822-1899) | フランセス・ヴェーン＝テンペスト (ウィンストン・チャーチルの祖母) (1822-1899) | フランセス・ヴェーン＝テンペスト (ウィンストン・チャーチルの祖母) (1822-1899) | フランセス・ヴェーン＝テンペスト (ウィンストン・チャーチルの祖母) (1822-1899) |  |  |  |  |  |  |  |  |  |  |  |  |  |  |
|  |  |                                        |                                        |                                        |                                        | | | | | | |  |  | | | | | | | | | | | | | チャールズ・ヴェーン＝テンペスト＝ステュワート (ヴェーン＝テンペスト＝ステュワートに改姓) 第6代ロンドンデリー侯爵 第6代ロンドンデリー伯爵 第3代ヴェーン伯爵 第6代カースルレー子爵 第3代シーハム子爵 第6代ロンドンデリー男爵 第4代ステュワート男爵 (1852-1915) | | | | | |                                  |                                  |                                                                               |                                                                               |                                                                               |                                                                               |                                                                               |                                                                               |  |  |  |  |  |  |  |  |  |  |  |  |  |  |
|  |  |                                        |                                        |                                        |                                        | | | | | | |  |  | | | | | | | | | | | | | | | | | | |                                  |                                  |                                                                               |                                                                               |                                                                               |                                                                               |                                                                               |                                                                               |  |  |  |  |  |  |  |  |  |  |  |  |  |  |
|  |  |                                        |                                        |                                        |                                        | | | | | | |  |  | | | | | | | | | | | | | チャールズ・ヴェーン＝テンペスト＝ステュワート 第7代ロンドンデリー侯爵 第7代ロンドンデリー伯爵 第4代ヴェーン伯爵 第7代カースルレー子爵 第4代シーハム子爵 第7代ロンドンデリー男爵 第5代スチュワート男爵 (1878-1949)                                            | | | | | |                                  |                                  |                                                                               |                                                                               |                                                                               |                                                                               |                                                                               |                                                                               |  |  |  |  |  |  |  |  |  |  |  |  |  |  |
|  |  |                                        |                                        |                                        |                                        | | | | | | |  |  | | | | | | | | | | | | | | | | | | |                                  |                                  |                                                                               |                                                                               |                                                                               |                                                                               |                                                                               |                                                                               |  |  |  |  |  |  |  |  |  |  |  |  |  |  |
|  |  |                                        |                                        |                                        |                                        | | | | | | |  |  | | | | | | | | | | | | | エドワード・ヴェーン＝テンペスト＝ステュワート 第8代ロンドンデリー侯爵 第8代ロンドンデリー伯爵 第5代ヴェーン伯爵 第8代カースルレー子爵 第5代シーハム子爵 第8代ロンドンデリー男爵 第6代ステュワート男爵 (1902-1955)                                            | | | | | |                                  |                                  |                                                                               |                                                                               |                                                                               |                                                                               |                                                                               |                                                                               |  |  |  |  |  |  |  |  |  |  |  |  |  |  |
|  |  |                                        |                                        |                                        |                                        | | | | | | |  |  | | | | | | | | | | | | | | | | | | |                                  |                                  |                                                                               |                                                                               |                                                                               |                                                                               |                                                                               |                                                                               |  |  |  |  |  |  |  |  |  |  |  |  |  |  |
|  |  |                                        |                                        |                                        |                                        | | | | | | |  |  | | | | | | | | | | | | | アレクサンダー・ヴェーン＝テンペスト＝ステュワート 第9代ロンドンデリー侯爵 第9代ロンドンデリー伯爵 第6代ヴェーン伯爵 第9代カースルレー子爵 第6代シーハム子爵 第9代ロンドンデリー男爵 第7代ステュワート男爵 (1937-2012)                                        | | | | | |                                  |                                  |                                                                               |                                                                               |                                                                               |                                                                               |                                                                               |                                                                               |  |  |  |  |  |  |  |  |  |  |  |  |  |  |
|  |  |                                        |                                        |                                        |                                        | | | | | | |  |  | | | | | | | | | | | | | | | | | | |                                  |                                  |                                                                               |                                                                               |                                                                               |                                                                               |                                                                               |                                                                               |  |  |  |  |  |  |  |  |  |  |  |  |  |  |
|  |  |                                        |                                        |                                        |                                        | | | | | | |  |  | | | | | | | | | | | | | フレデリック・ヴェーン＝テンペスト＝ステュワート 第10代ロンドンデリー侯爵 第10代ロンドンデリー伯爵 第7代ヴェーン伯爵 第10代カースルレー子爵 第7代シーハム子爵 第10代ロンドンデリー男爵 第8代ステュワート男爵 (1972-)                                          | | | | | |                                  |                                  |                                                                               |                                                                               |                                                                               |                                                                               |                                                                               |                                                                               |  |  |  |  |  |  |  |  |  |  |  |  |  |  |